# WaterAid
WaterAid est une organisation non gouvernementale internationale, travaillant sur l'eau, l'assainissement et l'hygiène. Elle a été créée en 1981 lors de la Décennie des Nations unies sur l'eau, et opère dans 34 pays.